# Döttingen (Argòvia)
Döttingen és un municipi del cantó d'Argòvia (Suïssa), situat al districte de Zurzach. El 2023 tenia 4.473 habitants.